# Mathilde Larrère
Pour les articles homonymes, voir Larrère.
Mathilde Larrère, née à Paris le 19 octobre 1970, est une historienne et femme politique française.
Elle est spécialiste des mouvements révolutionnaires et du maintien de l’ordre en France au XIXe siècle.
Engagée politiquement et proche de la gauche radicale, elle refuse la notion de neutralité historique et met en avant une vision politisée de l'Histoire.

## Biographie

### Origines et formation
Née à Paris le 19 octobre 1970, Mathilde Larrère est la fille de (Gérard) Raphaël Larrère, ingénieur agronome, et de Catherine Larrère, née Delafosse, philosophe,. Sa sœur cadette, Marion Larrère, enseigne les mathématiques[réf. nécessaire].
Mathilde Larrère est ancienne élève de l'École normale supérieure de Fontenay-Saint-Cloud (promotion L1991) et major de l'agrégation d'histoire (1994). Elle est également docteure en histoire (2000) avec une thèse soutenue sous la direction d'Alain Corbin et intitulée « La garde nationale de Paris sous la monarchie de Juillet, le pouvoir au bout du fusil ? ».

### Carrière
De 2002 à 2007, Mathilde Larrère est maîtresse de conférences à l'université Paris-XIII et depuis 2007 à l’université Paris-Est Marne-la-Vallée,. Elle est également vacataire à l'Institut d'études politiques de Paris.
Ses recherches portent sur l’histoire de la citoyenneté, l’histoire des rapports des citoyens à l’État, l’histoire du maintien de l’ordre, et plus particulièrement sur l’histoire de la révolution de 1830. Travaillant sur la garde nationale de Paris, milice citoyenne chargée de l’ordre public local, et se retrouvant de part et d’autre des barricades selon les événements, elle est amenée à réfléchir sur l’ordre public, sur les politiques de son maintien, dans un contexte politiquement troublé et socialement agité, travail qui la conduit à réfléchir également sur le « désordre » public. Utilisée par le pouvoir comme par l’opposition, la garde nationale lui apparaît comme un bon observatoire d’une citoyenneté vécue par les hommes. Elle approfondit ces pistes en travaillant plus généralement sur les usages politiques de l’espace parisien au XIXe siècle. En 2017 et 2018, elle est chroniqueuse sur les sites d'Arrêt sur images et Mediapart avec Laurence De Cock pour une chronique intitulée « Les détricoteuses ».
Elle est membre du Comité d'histoire de la ville de Paris.
Elle revendique une approche politisée de l'Histoire en indiquant : « On ne raconte pas des choses fausses parce qu’il y a une approche politisée, à partir du moment où on est solide scientifiquement et qu’on ne trahit pas les sources. Moi j’affiche la couleur. »
Elle rejette également le concept de neutralité de l'Histoire : « Dire que l'histoire est neutre, c’est une grande arnaque pour faire passer une histoire de droite. » Elle a appartenu au Comité de vigilance face aux usages publics de l'histoire.
Inscrite sur le réseau social Twitter en 2013, elle y publie des éphémérides historiques sous forme de « mini-cours », et gagne en notoriété en critiquant certaines prises de positions de Manuel Valls, Nicolas Sarkozy, François Fillon, Jean-Luc Mélenchon et Emmanuel Macron concernant divers éléments de l'histoire de France tels que la colonisation ou l'ordonnance de Villers-Cotterêts.

### Engagement politique et syndical
Mathilde Larrère adhère au Parti de gauche (PG) en 2012. Lors des élections municipales de 2014 à Paris, elle est candidate sur la liste PG du 12e arrondissement. Elle quitte le PG en janvier 2016, après des « désaccords politiques ».
Elle cofonde un collectif qui veut renouveler la gauche, Le Temps des Lilas, et participe au mouvement Nuit debout.
Elle milite au SNESUP-FSU.
Elle fait partie des premiers signataires appelant à la manifestation contre l'islamophobie du 10 novembre 2019.
Lors de l'élection présidentielle de 2022, elle apporte son soutien à Jean-Luc Mélenchon, puis indique qu'elle votera contre Le Pen au second tour. En mai 2022, elle rejoint le parlement de la Nupes.

## Publications

### Thèse de doctorat
Mathilde Larrère (doctorant) et Alain Corbin (dir.), La garde nationale de Paris sous la Monarchie de juillet : le pouvoir au bout du fusil ?, vol. 3 (thèse de doctorat en histoire), Paris, 2000, 723 p. (SUDOC 059975245)

### Ouvrages
- L’Urne et le Fusil : La garde nationale parisienne de 1830 à 1848, Paris, PUF, 2016, 329 p. (ISBN 978-2-13-062168-3, présentation en ligne)

- Mathilde Larrère, [photographique], cnrs, no 8130 « Lieux et symboles de la République », Septembre 2019 (ISBN 978-2271126184)
- Il était une fois les révolutions, Paris, Détour, 2019, 224 p. (ISBN 979-10-97079-46-8)
- Rage against the machisme, Paris, Détour, 2020, 224 p. (ISBN 979-10-97079-63-5)
- Guns and Roses, Paris, Détour, 2022, 240 p.  (ISBN 978-2-493229-04-5)

### Ouvrages collectifs
- Mathilde Larrère, Félix Chartreux, Maud Chirio, Vincent Lemire et Eugénia Palieraki, Révolutions : quand les peuples font l'histoire, Paris, Belin, coll. « Beaux-livres Histoire », 2013, 242 p. (ISBN 978-2-7011-6275-1, présentation en ligne)[22]
- Mathilde Larrère et Aude Lorriaux, Des intrus en politique. Femmes et minorités : dominations et résistances, Paris, Détour, 2017, 223 p. (ISBN 979-10-97079-28-4)
- Laurence de Cock et Mathilde Larrère, L’Histoire comme émancipation, Agone, 14 mars 2019, 119 p. (ISBN 9782748903959)
- Arthur Gavat, Toto en carton et Mathilde Larrère (Préface), La geste du roy Manu Ier de Fronce, Lapin, 23 août 2019, 208 p. (ISBN 978-2377540433)
- Laurence De Cock et Mathilde Larrère, Manifs et stations: Le métro des militant·e·s, Les éditions de l'atelier, 11 juin 2020, 202 p. (ISBN 978-2708246195)
- Jacqueline Guinot, Marie-Eve Le Forestier et Mathilde Larrère (Préface), Eugénie Niboyet, la voix des femmes : Femme de lettres, journaliste et féministe. 1796-1883, Coédition Hémisphères/Maisonneuve & Larose, 7 octobre 2021, 275 p. (ISBN 978-2377011032)
- Florian Besson, Pauline Ducret, Guillaume Lancereau et Mathilde Larrère, Le Puy du Faux - Enquête sur un parc qui déforme l'histoire, Les Arènes, 24 mars 2022, 192 p. (ISBN 979-1037505903)